# His Last Game
His Last Game è un cortometraggio del 1909 diretto da Harry Solter.

## Produzione
Il cortometraggio fu prodotto dall'Independent Moving Pictures Co. of America (IMP), il quinto film della nuova casa di produzione fondata in quello stesso anno da Carl Laemmle.

## Distribuzione
Il film fu presentato in prima a New York il 6 dicembre 1909, distribuito dall'Independent Moving Pictures Co. of America (IMP) che poi lo fece uscire nelle sale statunitensi. Il film è uscito il 3 aprile 2007, distribuito dalla Kino International in un DVD dedicato al baseball, inserito in un'antologia dal titolo Reel Baseball - Baseball Films from the Silent Era (1899-1926.

### Data di uscita
Date di uscita del film negli Stati Uniti:
- 6 dicembre 1909 (première)
- dicembre 1909
- 3 aprile 2007 (DVD)